# 태평양판
태평양판(太平洋板, Pacific Plate)은 태평양 해저의 지각 및 맨틀 위쪽의 암권을 형성하는 해양판이다.
남위 55도 이남을 동서로 가르는 태평양 남극 해령과 칠레 앞바다의 이스터섬에서 캘리포니아만까지를 연결하는 동태평양 해령을 중앙 해령으로 하여 1.9억년 전, 즉 중생대 쥐라기 무렵에 탄생해 지속적으로 확대된 판이다. 현재 북위 15도, 동경 155도에 판의 가장 오래된 부분이 남아 있다고 여겨지고 있다.
현재 태평양판의 북반구 하와이 제도의 위치에는 열점이 있어, 태고의 해저 화산의 열이 하와이 제도의 북서 연장선상에서, '<' 모양으로 굽어져서 캄차카반도의 밑부분 알류산 열도 방향을 향해 줄지어 서 있다. 이중 하와이에 가까운 위치에 있는 것은 '하와이 해령', 대체로 북위 33도 정도에서 북북동을 향하는 해산의 열을 '황제 해산열(Emperor Seamount Chain)'이라 부르고 있다. 이것은 판의 이동 역사를 나타내는 것으로, 최초의 판이 북쪽을 향해서 이동했던 것이 방향을 바꾸어 서쪽으로 이동하게 되었다는 것을 나타내고 있다. 열점에 따라 형성된 해산의 열의 방향이 바뀐 것은, 인도판이 유라시아판에 충돌한 4천만 년 전의 것이라고 하는 설이 유력하다.

## 주변 판과의 관계
- 북으로부터 알류산 해구, 쿠릴-캄차카 해구, 일본 해구에서 북아메리카판으로 가라앉고 있다.
- 마리아나 해구에서 필리핀판으로 가라앉고 있다.
- 인도네시아 부근에서, 할마헤라 소(小) 판이나 싱기에 소(小) 판 등으로 서로 어긋나고 있는 유라시아판으로 가라앉고 있다. 이 때문에 몰루카 제도 부근에서는, 2열로 화산이 늘어서 있다.
- 오스트레일리아판과는 뉴질랜드의 남섬과 뉴기니섬 부근에서 서로 부딪혀, 뉴질랜드 북섬 부근과 통가-케르마데크 해구에서 가라앉는 복잡한 구조가 되었다.

## 같이 보기
- 판
- 환태평양 조산대